# Danny Rose z Broadwayu
Danny Rose z Broadwayu – amerykańska komedia filmowa z 1984 roku.

## Główne role
- Woody Allen – Danny Rose
- Mia Farrow – Tina Vitale
- Nick Apollo Forte – Lou Canova
- Craig Vandenburgh – Ray Webb
- Herb Reynolds – Barney Dunn
- Paul Greco – Vito Rispoli
- Frank Renzulli – Joe Rispoli
- Sandy Baron – on sam
- Corbett Monica – on sam
- Jackie Gayle – on sam
- Morty Gunty – on sam
- Will Jordan – on sam
- Howard Storm – on sam
- Jack Rollins – on sam
- Milton Berle – on sam

i inni

## Fabuła
Danny Rose jest broadwayowskim impresario i kompletnym nieudacznikiem. Bez powodzenia usiłuje wylansować niewidomego ksylofonistę, tancerza bez nóg, śpiewającą papugę. Wśród jego „podopiecznych” jest piosenkarz Lou Canova. Dzięki modzie na stare hity Lou jest na szczycie. Tuż przed koncertem Lou wyznaje Danny'emu, że ma romans z Tiną Vitale. Żonaty śpiewak prosi swego agenta, by przyprowadził jego kochankę na występ. Danny po wielu perypetiach dociera w końcu wraz z Tiną na koncert. I tu zaczną się jego kłopoty.

## Nagrody i nominacje
Oscary za rok 1984
- Najlepsza reżyseria – Woody Allen (nominacja)
- Najlepszy scenariusz oryginalny – Woody Allen (nominacja)

Złote Globy 1984
- Najlepsza aktorka w komedii/musicalu – Mia Farrow (nominacja)